# HMS Exeter (68)
La HMS Exeter, (Pennant number 68), quarta nave da guerra britannica a portare questo nome, è stata un incrociatore pesante classe York, della Royal Navy. Venne impostata il 1º agosto 1928 nei cantieri di Devonport, varata il 19 luglio 1929 ed entrò in servizio il 27 luglio 1931. Dopo lo scoppio della seconda guerra mondiale combatté contro la "corazzata tascabile" Graf Spee nella battaglia del Río de la Plata, rimanendo gravemente danneggiata. Dopo lunghe riparazioni venne inviata nelle Indie Orientali dove venne affondata dai giapponesi nella primavera 1942.

## Progetto
La Exeter venne ordinata due anni dopo la sorella York e il progetto venne quindi modificato in base all'esperienza acquisita con la prima nave. La larghezza venne aumentata di 30 cm per rendere possibile una maggiore altezza delle sovrastrutture, le prese delle caldaie vennero poste a poppa delle sale caldaie, permettendo di rimuovere i fumaioli dal ponte evitando la necessità di fumaioli inclinati, come nella York, per permettere l'espulsione dei gas di scarico. Gli alberi vennero quindi installati dritti e il fumaiolo di poppa allargato. Visto che la copertura delle torrette da 203 mm non era adeguata a sostenere una catapulta per gli aerei, ne vennero installate due a mezzanave, con la necessaria gru spostata leggermente a prua. Di conseguenza il ponte venne ribassato e progettato in maniera innovativa poi ripresa in classi successive.

## Modifiche
Nel 1932 vennero eseguiti dei lavori di modifica che comportarono l'installazione di una corazzatura a mezzanave fino all'altezza del ponte superiore per proteggere il ponte principale aperto fino al secondo fumaiolo. Infatti a differenza delle precedenti sottoclassi le navi tipo York non avevano i ponti a livello. Questa modifica aumentò gli spazi protetti per il lavoro e l'equipaggio. Nel 1935 vennero aggiunge le mitragliatrici Vickers multiple al posto dei cannoni da 2 libbre precedentemente installati. Subito dopo lo scoppio della guerra vennero sostituiti i cannoni singoli da 102 mm con altrettante installazioni binate Mark XVI pari calibro, mentre sul tetto delle torrette B e X vennero aggiunti due cannoni Oerlikon da 20 mm singoli. Il radar Type 286 per l'individuazione aerea richiese la sostituzione degli alberi con dei tripodi, avendo questo modello pionieristico bisogno di due installazioni (trasmissione e ricezione) sui due diversi alberi. Il radar Type 284 venne installato nella torre di controllo fuoco per fornire informazioni sulla distanza dei bersagli e la caduta dei proiettili.

## Servizio
Al momento dell'entrata in servizio la Exeter venne assegnata al 2º Squadrone incrociatori della Atlantic Fleet, dove rimase tra il 1931 ed il 1935. Venne quindi assegnata alle Indie occidentali britanniche dove rimase, tranne che per un temporaneo trasferimento nel Mediterraneo durante la crisi abissina tra il 1935 e il 1936, fino allo scoppio della seconda guerra mondiale. Allo scoppio del conflitto faceva parte insieme alla Cumberland della Divisione sudamericana, denominata Forza G. Insieme con gli incrociatori classe Leander Ajax e Achilles intercettò la "corazzata tascabile" tedesca Graf Spee impegnandola nella battaglia del Río de la Plata il 13 dicembre 1939 che si sarebbe conclusa con la fuga della nave tedesca nella rada di Montevideo dove si sarebbe successivamente autoaffondata. Durante il combattimento la Exeter si separò dalle altre due navi per dividere il fuoco della più potente nave nemica. Venne quindi colpita da sette proiettili da 280 mm e diversi colpi caduti vicini allo scafo causarono gravi danni dovuti alle schegge. Sessantuno uomini dell'equipaggio rimasero uccisi e altri 23 feriti. Le tre torrette dei cannoni da 203 mm vennero rese inutilizzabili dai colpi nemici mentre la velocità venne ridotta a 18 nodi, costringendola a ritirarsi dalla battaglia e a dirigersi a Port Stanley, nelle Isole Falkland per le riparazioni d'emergenza. Il 15 febbraio 1940 tornò quindi a Devonport senza essere scortata e sottoposta alle riparazioni definitive che durarono fino al marzo 1941.
Tornata in servizio venne assegnata alla scorta ai convogli atlantici. Nel mese di maggio venne quindi designata per il trasferimento nelle Indie Orientali, trovandosi in mare con il convoglio WS-8B durante l'uscita in mare della nave da battaglia tedesca Bismarck.
Al momento dell'ingresso in guerra dell'Impero giapponese nel dicembre seguente entrò a far parte dell'ABDACOM, il Comando americano-britannico-olandese-australiano che aveva il compito di difendere le Indie orientali olandesi dall'invasione nipponica.
Il 27 febbraio 1942 venne danneggiata nella battaglia del Mare di Giava, ricevendo un colpo da 203 mm in una sala caldaie. Venne quindi deciso il trasferimento a Surabaya per le riparazioni. Durante lo scontro il cacciatorpediniere Electra venne affondato per coprire la ritirata dell'incrociatore. Due giorni dopo, mentre si trovava in navigazione verso lo stretto della Sonda venne intercettata dagli incrociatori pesanti giapponesi Nachi, Haguro, Myoko e Ashigara scortati dai cacciatorpediniere Akebono, Ikazuchi, Inazuma, Yamakaze e Kawakaze la mattina del 1º marzo. Il combattimento che ne seguì venne denominato seconda battaglia del Mare di Giava, ora più appropriatamente detta "Battaglia dell'isola di Bawean". La Exeter venne gravemente danneggiata dal fuoco nemico, perdendo energia in tutta la nave a causa di un colpo nemico. Vennero quindi installate le cariche per l'autoaffondamento e la nave iniziò quindi ad affondare, colpita anche da un siluro lanciato dal cacciatorpediniere Inazuma. Il relitto si inabisso a mezzogiorno circa. I cacciatorpediniere di scorta, l'Encounter e l'USS Pope vennero affondati, il secondo da un attacco aereo essendo riuscito a sfuggire al combattimento iniziale. Circa 800 marinai alleati vennero raccolti dai giapponesi e internati come prigionieri di guerra.